# Forêts de pins pignons et genévriers

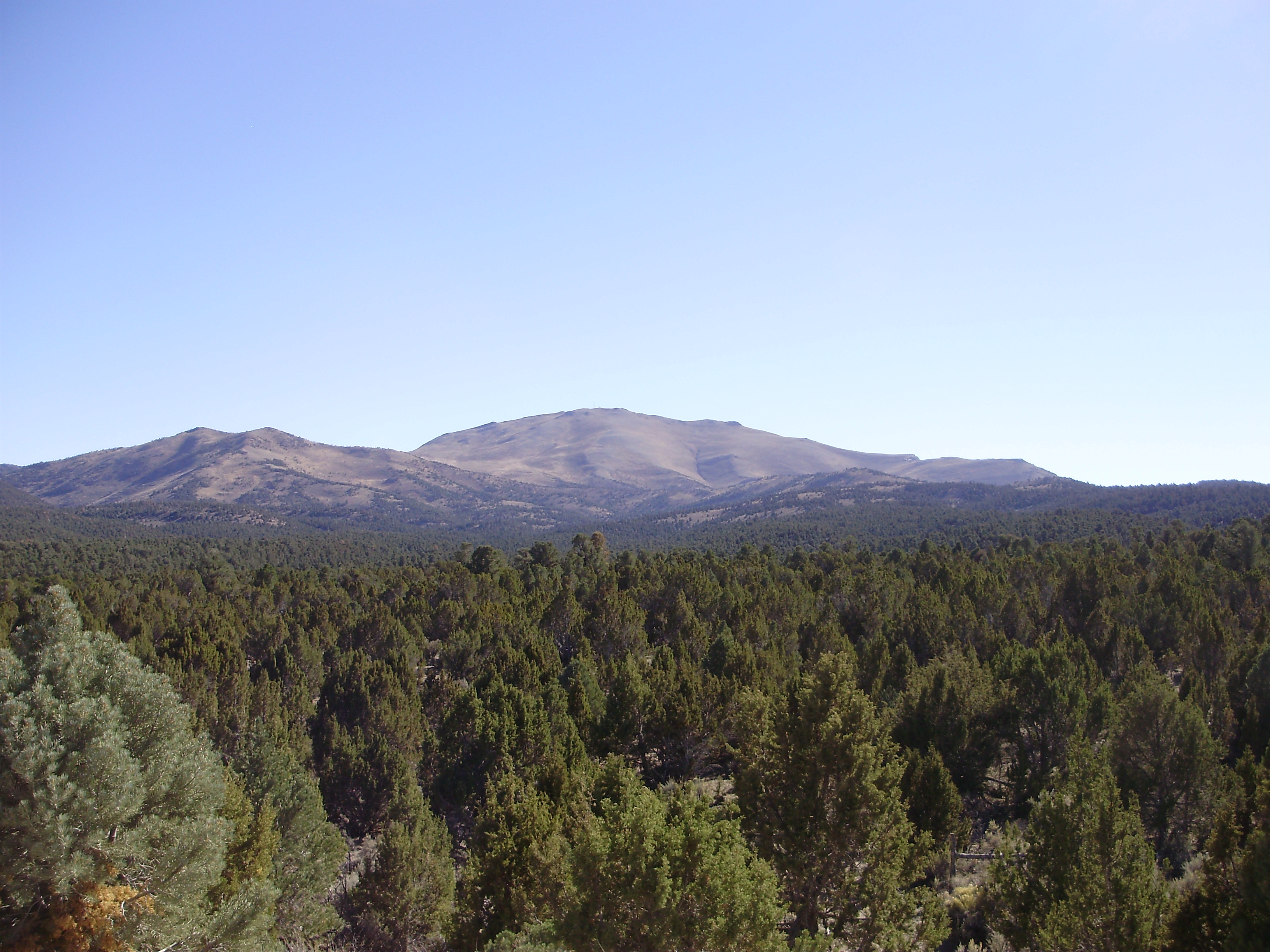
Forêts de pins pignons et genévriers dans le Nord-Est du Nevada près de Overland Pass à l'extrémité sud des monts Ruby.

Les forêts de pins pignons et genévriers sont un type de végétation (biome) des  déserts d'altitude élevée, de l'Ouest des États-Unis, caractérisé par une forêt ouverte dominée par des Genévriers bas, touffus et persistants (Juniperus osteosperma,, Juniperus californica,, Juniperus grandis), des Pins pignons (Pinus monophylla,,  Pinus edulis), et des espèces associées qui varient d'une région à l'autre,,.
La hauteur de la couronne de la forêt peut varier de moins de 10 mètres à 15 mètres, selon le site.
Il peut s'agir de peuplements purs de pins pignons, ou de peuplements purs de genévriers.

### Sources
- (en) William A. Dick-Peddie, New Mexico Vegetation: Past, Present, and Future, University of New Mexico Press, 1999, 280 p. (ISBN 0-8263-2164-X).
- (en) Arthur Cronquist, Arthur H. Holmgren, Noel H. Holmgren, James L. Reveal, James Reveal et Noel Holmgren, Intermountain Flora - Vascular Plants of the Intermountain West, U.S.A. - Geological and Botanical History of the Region, its Plant Geography and a Glossary. Vol. 1, The New York Botanical Garden Press, 1972, 270 p. (ISBN 0-89327-300-7).